# Кривоносов Іван Євгенович
Кривоносов Іван Євгенович (позивний «МОРОКА»; 18 вересня 1984 — 7 серпня 2022) — український військовослужбовець, учасник російсько-української війни.

## Біографія
Виріс в Луганській обл. Старобільський р-н, с.м.т. Новопсков по вулиці Шморгуна 28, здобув середню освіту в Новопсковському професійному-аграрному ліцеї, також здобув професії водій категорії «С», тракторист, комбайнер, слюсар-авторемонтник, наладчик техніки. В кінці 2010 року приїхав до Кривого Рогу по роботі за відрядженням, зустрів кохання свого життя одружився та залишився, став криворіжцем. Працював на ПАТ АМКР монтажником, потім в Копровому цеху газорізальником. Постійно щось майстрував, займався ремонтами, своїм саморозвитком. Допомагав благоустрієм на районі Східному 2-3 в парку «Щастя», до початку повномасштабної російсько-української війни, що почалася 24 лютого 2022 року.

## Військова служба
Військову підготовчу службу проходив 06.10.2009 до 09.02.2010року.
На початок повномасштабної агресії російської федерації у лютому 2022, Іван одразу мобілізувався 28.02.2022 року, отримав військове звання солдат, займана посада — номер обслуги 1 самохідно-артилерійського взводу 3 самохідно-артилерійської батареї 2 самохідно-артилерійського дивізіону, військової частини А3283. Пройшов навчання у зарубіжних партнерів та отримав сертифікат, що успішно завершив навчання з реактивної артилерійської системи, та має право проводити інструктажі для інших.

## Загибель
07 серпня 2022 року під час виконання службового завдання, під час завершення переміщення самохідного артилерійського дивізіону, зі станції розвантаження до базового табору, внаслідок зіткнення двох самохідних артилерійських гармат отримав травми, та від отриманих травм несумісних з життям загинув, поблизу н.п. Черкаське Дніпропетровської області.

## Сім'я
Батьки — Кривоносов Євген Васильович, Колеснікова Наталія Іванівна.
Сестра — Пчельнікова Тетяна
Брат — Колесніков Олександр Олександрович.
Дружина Олена Кривоносова та дві доньки — Юлія з онучкою Ориною, та Наталія.
Так молодша сестра Тетяна згадує свого брата — в сім'ї я старша сестра і була нею завжди. Але коли Ванюшці виповнилося 18, а мені 23, я стала почувати себе, як молодша сестричка. Він став для мене моїм охоронцем і захисником.
Так молодший брат Олександр згадує свого брата — для мене Іван був прикладом наслідування та другим батьком. В дитинстві, в моїх очах він був наче головним героєм з бойових фільмів, краще ніж Брюс Лі та Ван Дам…
Дружина Олена Кривоносова згадувала свого чоловіка — Іван казав: кожна дія, яку ми робимо зараз, в цей момент, впливає на наше майбутнє… Тому мав тату на руках: «За всі наші дії будуть наслідки» та «Істина десь поруч…».
Він був відповідальною людиною, ніколи не відмовляв людям у помочі — сила і водночас людяність та опікування тими хто потребує властиво йому, мав багато друзів, був сильним та позитивним, відкрита душа, захисник всіх… Виховував двох доньок як рідних, дуже любив і обожнював. Він з щирим серцем віддавав свій час та сили на дітей, онучку, в якої душі не чаяв, кохав мене, у нас була одна душа на двох…
У перші дні Іван приєднався до лав захисників, адже хотів вберегти від ворожої навали близьких, рідне місто і звільнити від них усю країну, він був добре підготовлений військовослужбовець, дбав про згуртування військового колективу. Не розгублювався в різних ситуаціях, вмів знайти головний напрямок і прийняти правильне доцільне рішення. Був зібраний, наполегливий та ініціативний, творчою, активною, людиною, здатний до самокритичної оцінки своїх дій. Дома за характером був спокійний та витриманий, любив посміхатись…Користувався авторитетом серед людей.
Наостанок віддав найцінніше — своє життя. До останнього подиху він був вірний військовій присязі, служив Батьківщині та народу України.

## Пам'ять
- 13 серпня 2022 року тіло Івана Кривоносова поховали на Секторі почесних поховань Центрального кладовища Кривого Рогу.